# Donimalai Township
Donimalai Township is een census town in het district Bellary van de Indiase staat Karnataka. 

## Demografie
Volgens de Indiase volkstelling van 2001 wonen er 6555 mensen in Donimalai Township, waarvan 52% mannelijk en 48% vrouwelijk is. De plaats heeft een alfabetiseringsgraad van 80%. 